# Anri Chagoesj
Anri Enverovitsj Chagoesj (Russisch: Анри Енверович Хагуш) (Gagra (Abchazië), 23 september 1986) is een Russische voetballer. Hij begon zijn carrière in 2004 bij Spartak Moskou en speelt momenteel bij Tarpeda-BelAZ Zjodzina. Chagoesj was ook onderdeel van het Russisch voetbalelftal onder de 21.